# Макс Нордау
Макс Симон Нордау (уроджений Симон Максиміліан Зюдфельд; 29 липня 1849 — 23 січня 1923) — сіоністський лідер, лікар, письменник і соціальний критик.
Він був співзасновником сіоністської організації разом із Теодором Герцлем, президентом або віце-президентом кількох сіоністських конгресів.
Як соціальний критик він написав «Звичайну брехню нашої цивілізації» (1883), «Виродження» (1892) і «Парадокси» (1896). Незважаючи на те, що «Дегенерація» не була його найпопулярнішою чи найуспішнішою роботою за життя, її сьогодні найчастіше згадують і цитують книгу.

## Біографія
Симон (Сімха) Максиміліан Зюдфельд (пізніше Макс Нордау) народився в Пешті, Угорське королівство, яке тоді входило до складу Австрійської імперії. Його батько, Ґабріель Зюдфельд, був рабином, але заробляв на життя репетитором івриту. Будучи ортодоксальним євреєм, Нордау відвідував єврейську початкову школу та здобув ступінь лікаря в Пештському університеті в 1872 році. Потім він шість років мандрував, відвідавши головні країни Європи. Він змінив своє ім'я перед поїздкою до Берліна в 1873 році. У 1878 році він почав медичну практику в Будапешті. У 1880 році він поїхав до Парижа. Він працював у Парижі кореспондентом Die Neue Freie Presse, і саме в Парижі провів більшу частину свого життя.
Перед тим, як вступити до університету, він розпочав свою літературну кар'єру в Будапешті як автор і драматичний критик для Der Zwischenact. Згодом він був редактором і кореспондентом кількох інших газет. Його газетні публікації були зібрані та послужили матеріалом для його попередніх книг. Він був учнем в Чезаре Ломброзо.
Нордау був зразком повністю асимільованого та окультуреного європейського єврея. Незважаючи на те, що він був вихований релігійним, Нордау був агностиком. Він одружився з християнкою данського походження. Незважаючи на своє угорське походження, він почувався причетним до німецької культури, написавши в автобіографічному нарисі: «Коли мені виповнилося п'ятнадцять років, я залишив єврейський спосіб життя та вивчення Тори… Юдаїзм залишився лише спогадом і з тих пір Я завжди відчував себе німцем і тільки німцем». Макс Нордау був батьком художниці Макси Нордау (1897—1993).
Навернення Нордау до сіонізму зрештою було спровоковано справою Дрейфуса. Багато євреїв, серед них Теодор Герцль, побачили у справі Дрейфуса доказ універсальності антисемітизму.
Нордау продовжував відігравати важливу роль у Всесвітній сіоністській організації; дійсно, відносна слава Нордау, безперечно, допомогла привернути увагу до сіоністського руху. Йому можна віддати належне в наданні організації демократичного характеру.
У грудні 1903 року 24-річний російський студент намагався вбити Нордау на святкуванні Хануки в Парижі. Стріляючи з пістолета, нападник кричав «Смерть східноафриканцю».
Коли почалася Перша світова війна, його, як вихідця з Угорщини, звинуватили в симпатіях до Німеччини. Він заперечував звинувачення і після цього поїхав жити в Мадрида.

## Сіонізм

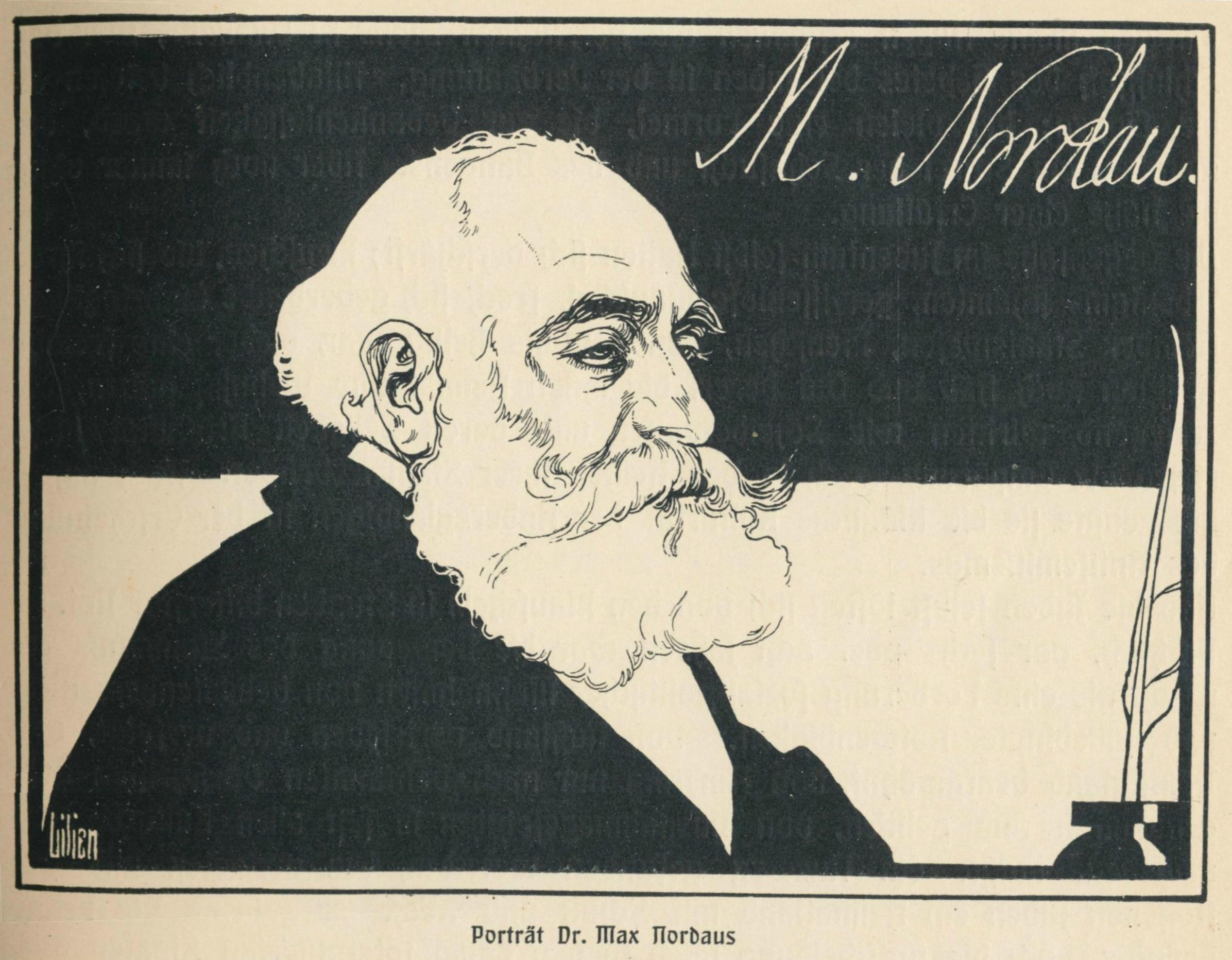
Портрет Нордау роботи Ефраїма Моше Лілієна

Навернення Нордау до сіонізму багато в чому є типовим для підйому сіонізму серед західноєвропейського єврейства. Справа Дрейфуса була центральною для переконання Теодора Герцля, що сіонізм тепер необхідний. Погляди Герцля сформувалися під час перебування у Франції, де він визнавав універсальність антисемітизму; справа Дрейфуса закріпила його переконання в невдачі асиміляції. Нордау також був свідком паризького натовпу біля École Militaire, який вигукував «à morts les juifs!» («Смерть євреям!»).
Його роль друга і радника Герцля, який працював кореспондентом віденської Neue Freie Presse, почалася тут, у Парижі. Цей судовий процес вийшов за рамки судової помилки і, за словами Герцля, «містив бажання переважної більшості у Франції проклясти єврея, а в цьому одному євреї — усіх євреїв». Чи був антисемітизм, виявлений у Франції під час справи Дрейфуса, характерним для більшості французів чи просто для дуже гучної меншості, залишається дискусійним. Проте сам факт вияву таких настроїв у Франції був особливо показовим. Це була країна, яку часто розглядають як модель сучасної освіченої доби, яка дала Європі Велику революцію та початок єврейської емансипації.

### Невдача емансипації
Робота Нордау як критика європейської цивілізації та те, куди вона рухалася, безумовно, сприяли його остаточній ролі в сіонізмі. Одним із центральних принципів переконань Нордау була еволюція в усьому, і він дійшов висновку, що емансипація не була результатом еволюції. Французький раціоналізм XVIII століття, заснований на чистій логіці, вимагав рівного ставлення до всіх людей. Нордау вважав єврейську емансипацію результатом «регулярного рівняння: кожна людина народжується з певними правами; євреї є людьми, отже, євреї народжуються, щоб мати права людини». Ця емансипація була записана в законодавчих актах Європи, але протиставлена народній громадській свідомості. Саме цим пояснювалася очевидна суперечність рівності перед законом. Проте існування антисемітизму, і зокрема «расового» антисемітизму, більше не базувалося на старому релігійному фанатизмі. Нордау назвав Англію винятком із цього континентального антисемітизму, який підтвердив правило. «В Англії емансипація — це істина… Вона вже була завершена в серці до того, як це чітко підтверджено законодавством». Лише якби емансипація була результатом змін у суспільстві, а не абстрактних ідей, нав'язаних суспільству, вона могла б стати реальністю. Відмова Нордау від прийнятої ідеї емансипації не ґрунтувалася повністю на справі Дрейфуса. Це виявилося набагато раніше в «Звичайній брехні нашої цивілізації» (Die konventionellen Lügen der Kulturmenschheit) (1883) і в осуді «дегенеративного» та «божевільного» антисемітизму в «Degeneration» (Die Entartung) (1892).

### М'язовий іудаїзм
Нордау також на сіоністському конгресі 1898 року ввів термін «м'язовий юдаїзм» (нім. Muskeljudentum) як опис єврейської культури та релігії, яка спрямовувала своїх прихильників до досягнення певних моральних і тілесних ідеалів, які завдяки дисципліні, спритності та силі могли б призвести до сильнішого, фізично впевненішого єврея, який затьмарить давній стереотип слабкого, інтелектуально стійкого єврея. Далі він дослідив концепцію «м'язового єврея» у статті 1900 року в Jewish Gymnastics Journal.

## Всесвітній сіоністський конгрес

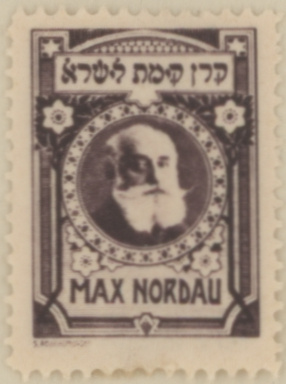
Марка Нордау, випущена Єврейським національним фондом, 1916 р.

Нордау займав центральне місце в сіоністських конгресах, які відіграли таку важливу роль у формуванні того, чим стане сіонізм. Герцль підтримував ідею єврейської газети та елітарного «Товариства євреїв» для поширення ідей сіонізму. Саме Нордау, переконаний, що сіонізм повинен принаймні виглядати демократичним, незважаючи на неможливість презентувати всі єврейські групи, переконав Герцля в необхідності зборів. Така видимість демократії, безперечно, допомогла протистояти звинуваченням у тому, що «сіоністи не презентують нікого, крім самих себе». Усього таких конгресів мало бути одинадцять. Перший, організований Нордау, відбувся в Базелі 29–31 серпня 1897 року. Його слава інтелектуала допомогла привернути увагу до проекту. Справді, той факт, що Макс Нордау, яскравий есеїст і журналіст, був євреєм, став для багатьох відкриттям. Герцль, очевидно, займав центральне місце, виступаючи з першою промовою на Конгресі; Слідом за ним Нордау дав оцінку становища євреїв у Європі. Нордау використав статистику, щоб намалювати портрет жахливого становища східного єврейства, а також висловив свою віру в долю єврейського народу як демократичної національної держави, вільної від того, що він вважав обмеженнями емансипації.
Промови Нордау на Всесвітньому сіоністському конгресі переосмислили єврейський народ, зокрема стереотипи щодо євреїв. Він боровся проти традиції розглядати євреїв як торговців або бізнесменів, стверджуючи, що більшість сучасних фінансових інновацій, таких як страхування, були винайдені неєвреями. Він вважав, що єврейський народ має унікальний дар до політики, покликання, яке він не міг втілити без власної національної держави. Тоді як Герцль підтримував ідею політики формування еліти, Нордау наполягав на тому, що Конгрес має певний демократичний характер, закликаючи до голосування з ключових тем.
На шостому сіоністському конгресі Нордау було доручено захищати угандійську схему.
Нордау помер у Парижі, Франція, у 1923 році.

## Дегенерація(1892)

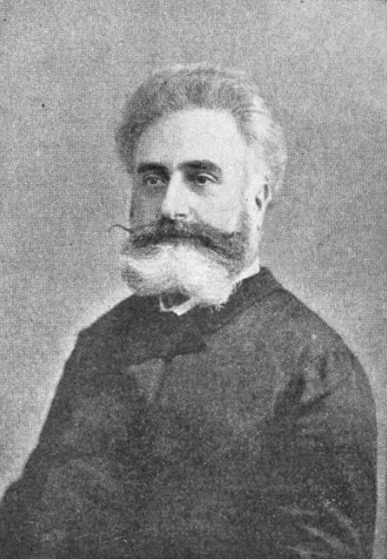
Портрет Нордау в квітневому виданні «Букмана» 1895 р.

Основна робота Нордау Entartung (Виродження) — це моралізаторська атака на те, що він вважав дегенеративним мистецтвом, а також полеміка проти наслідків низки соціальних явищ того періоду, таких як швидка урбанізація та її передбачуваний вплив на тіло людини.
У «Réflexions sur la question gay» (перекладеному англійською як «Образа та становлення гей-я») Дідьє Ерібон посилається на цілий розділ у книзі Нордау, спрямований на Оскара Вайльда в агресивних виразах: «Вайльд любить аморальність, гріх і злочинність». За словами Ерібона, два томи «Виродження» зосереджені на описі мистецьких і літературних течій «кінця століття», які вели суспільство до «руїни». Нордау атакує символістів, містиків, прерафаелітів, вагнеризм, естетизм, декадентизм. Гюїсманс і Золя також названі ним «невротиками» і «найгіршими ворогами суспільства», проти яких останнє мало «обов'язок захищатися». Він стверджував, що суспільство перебуває "на найвищій стадії серйозної інтелектуальної епідемії, свого роду чорної смерті виродження та істерії, так що цілком природно почути узагальнене, болісне запитання: «Що станеться?» Тому, він закликав суддів, учителів, політиків, усіх, хто бажав захистити цивілізацію, влаштувати репресії та цензуру. Що стосується психіатрів, то їхня роль буде домінуючою в таких наукових колах «чесних людей», відповідальних за засудження «творів, які спекулюють на аморальності». Будь-який митець, який би не сподобався цій невеликій групі «найкваліфікованіших людей народу», був би приречений, тому що в такому випадку «і людина, і її робота були б знищені».
«Виродження» Нордау цитується Вільямом Джеймсом у його лекції з неврології та релігії на початку книги «Різноманіття релігійного досвіду». Джеймс висміює автора за його «громіздку книгу» на тій підставі, що він є зразком актуальної на той час школи медичного матеріалізму, заявляючи, що Нордау «прагнув масово заперечити цінність геніальних творів (таких творів сучасного мистецтва, а саме тому, що він сам не може насолоджуватися, а їх багато), використовуючи медичні аргументи».

## Вшанування пам'яті

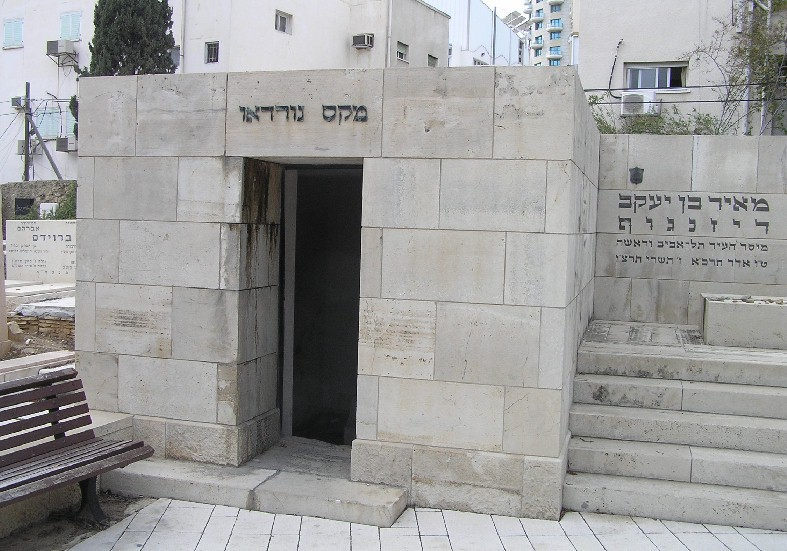
Могила Нордау, Тель-Авів

У 1926 році останки Нордау були перенесені на цвинтар Трумпельдор у Тель-Авіві. Головна вулиця Тель-Авіва називається бульвар Нордау.
В Ізраїлі заснована літературна премія Нордау.

## Опубліковані праці
- Pariser Studien und Bilder (Паризькі етюди та етюди, 1878)
- Seifenblasen («Мильні бульбашки», 1879)
- Vom Kreml zur Alhambra (Від Кремля до Альгамбри, 1880)
- Paris unter der dritten Republik (Париж під Третьою Республікою, 1881)
- Der Krieg der Millionen, драма (Війна мільйонів, 1882)
- Die conventionelle Lügen der Kulturmenschheit, у якій він показує те, що, на його думку, є суттєвою хибністю деяких соціальних, етичних і релігійних стандартів сучасної цивілізації (Conventional Lies of Society, 1883)
- Paradoxe (Paradoxes, 1885)
- Die Krankheit des Jahrhunderts (Хвороба століття, 1887)
- Gefühlskomödie, роман (Комедія почуттів, 1891)
- Entartung (Виродження, 1892)
- Seelen Analysen (Аналіз душ, 1892)
- Das Recht zu lieben, драма (Право жити, 1893)
- Die Kugel, драма (The ball, 1894)
- Die Drohnenschlacht (Битва дронів, 1897)
- Dr. Kuhn, драма (1898)
- The Drones Must Die (1899)
- Zeitgenossiche Franzosen (Сучасні французи, 1901)
- Morganatic (1904)
- On Art and Artists (1907)
- Die Sinn der Geschichte (Відчуття історії, 1909)
- Zionistische Schriften (сіоністські твори, 1909)
- Mörchen (Крихти руїн, 1910)
- Der Lebenssport (Спорт життя, 1912)